# D-AMPS
D-AMPS или Digital AMPS — цифровой стандарт мобильной связи в диапазоне частот от 400 до 890 МГц.

## Особенности
Ёмкость сетей сотовой связи, работающих в DAMPS, ниже, чем в полностью цифровых системах (GSM, CDMA), но всё же значительно выше, чем в аналоговых NMT-450 и AMPS.
Ширина полосы канала — 30 кГц, частотное разделение каналов FDMA как и в AMPS. Используется дополнительно и временное разделение каналов TDMA, как в GSM и в CDMA2000 1X EV-DO, всего 3 таймслотa (в GSM — 8 таймслотов).
Фактически, продолжением развития американского стандарта DAMPS был европейский стандарт GSM.
Возможность автоматического роуминга и SMS.
Возможность эксплуатации мобильных аппаратов как в цифровом, так и в аналоговом режимах. Если абонент с телефоном аналоговой сети AMPS попадает в цифровую — DAMPS, для работы ему выделяются аналоговые каналы. Однако в этом случае, преимущества цифровой связи ему недоступны.
Этот стандарт проигрывает GSM в возможности свободно менять устаревшие модели телефонов на новые и переносе старого номера в новый телефон. В GSM это делается сменой SIM-карты, в DAMPS это делается в специальном сервисном центре оператора связи.

## История развития в России и СНГ
Аналоговые сети AMPS постепенно заменялись сетями, работающими в цифровой версии этого стандарта.
Последняя модификация IS-136 стандарта DAMPS по техническим возможностям приближает его к GSM. В дальнейшем, Госкомиссия по радиочастотам обязала российских сотовых операторов к 2010 году очистить диапазон 800 МГц под потребности развития в России цифрового телевидения.
В  с 0:00 17 ноября 2007 г. специалисты компании «Вымпелком» отключили последние базовые станции стандарта D-AMPS в сети Билайн в Москве, Подмосковье и ряде соседних регионов.
Последним регионом, где «Билайн» имел действовавшую сеть DAMPS являлась Новосибирская область, и где, в связи с окончанием лицензии № 42578 на оказание услуг подвижной радиотелефонной связи стандарта AMPS/D-AMPS, 31 декабря 2009 года сеть прекратила своё существование.
Сотовая связь «МОТИВ» (ООО «Екатеринбург-2000») оказывала услуги связи в этом стандарте в Свердловской области до сентября 2010 года, несмотря на нерентабельность этого стандарта связи. Лицензия № 32812 действовала до 01.09.2010 года. Компания прекратила оказывать услуги связи в этом стандарте 1 сентября 2010 года в связи с тем, что Россвязьнадзор больше не выдаёт лицензии на этот стандарт связи.
Сети AMPS/DAMPS компании TELE2 (в нескольких регионах России) прекратили работу в январе 2011 года.
Последняя в России сеть стандарта D-AMPS, принадлежащая калининградской компании Связьинформ, завершила работу 1 октября 2012.
Последняя сеть DCC на территории Украины завершила свою работу к январю 2013 года, с 2006 года оператор не производил новых подключений и сводил к минимуму покрытие сети.
Из пресс-релиза от 24 марта 2015 года последнего оператора DAMPS — киргизского Katel — известно, что он прекращает коммерческую деятельность в стандарте TDMA с 31 марта 2015 года и переходит на стандарт GSM.